# Magdalena Ruiz Guiñazú
María Magdalena Teresa Ruiz Guiñazú (Buenos Aires, 15 de febrero de 1931 -Buenos Aires, 6 de septiembre de 2022), conocida como Magdalena Ruiz Guiñazú, fue una periodista, traductora, escritora y locutora argentina, que recibió numerosos premios nacionales e internacionales por su trabajo. Es considerada una figura emblemática de la defensa por los derechos humanos. Durante la última dictadura cívico-militar argentina denunció la desaparición de personas y recibió presiones del jefe de Policía, el coronel Arias Duvall. También recibió varias amenazas de muerte.
En 1984 integró la Comisión Nacional sobre la Desaparición de Personas (CONADEP) que fue la entidad, encargada de recibir y recopilar las denuncias de desaparición de personas durante la última dictadura militar que gobernó Argentina entre 1976 y 1983.

## Biografía
Nació en una familia acomodada, hija de María Celina Cantilo Ortiz Basualdo y de Enrique Ruiz Guiñazú, quien fue ministro de Relaciones Exteriores y Culto. 
Trabajó en el periodismo gráfico, la televisión y la radio, desde simple cronista en sus comienzos hasta conductora y editora de su programa de radio. También escribió varios libros y participó en varias películas tanto actuando como prestando su voz. Ingresó al periodismo en 1954 y, con algunas interrupciones, no prolongadas, reanudó en forma más intensa cuando sus hijos fueron más grandes, hacia 1972. Ejerció en medios noticiosos de televisión. También trabajó como traductora. Fue miembro de la Academia Nacional de Periodismo. Durante la década de 1970 junto a Antonio Carrizo fue conductora del noticiero “La primera de la noche” en Canal 7, pero luego José María Villone, secretario de Prensa de Isabel Perón e integrante importante de la Triple A, hizo despedirla aplicando la "Ley de Prescindibilidad".
Entre los años 1977 y 1978 trabajó en el programa Videoshow, que se emitía por Canal 11 y era conducido por Cacho Fontana.
En 1979 visitó el campo de concentración de Auschwitz, junto al papa Juan Pablo II, una experiencia bisagra para su vida. «Era como estar en una película. Fue el viaje más importante de mi vida, cruzamos la muralla de hierro, iba a bordo del avión con el Papa, con Wojtyla, que venía de un campo de prisioneros», contó años después. Al año siguiente, el Gobierno de Polonia en el exilio le otorgó en Londres la Orden de Mérito por la cobertura de ese primer viaje del papa Juan Pablo II a Polonia. 
En 1983 fue elegida Mujer del Año por votación popular.
En 1987 presidió el primer debate público en la televisión argentina entre políticos argentinos.
Desde 1987 y hasta 2006 condujo su programa «Magdalena Tempranísimo» por Radio Mitre de lunes a viernes de 6 a 9 de la mañana. A partir del 5 de febrero de 2007 retornó a la emisora de la cual era originaria, Radio Continental, del Grupo Prisa, en AM 590 y en FM por la 104.3 MHz. Fue columnista del Diario Perfil y La Nación. También escribió varios libros.
En 1995 fue una las cofundadoras de la «Asociación Periodistas por el periodismo independiente». En 1997 fue elegida entre los mejores periodistas de la década 1987-1997.
Entre 1996 y 1997 condujo el programa Dos en la noticia junto a Joaquín Morales Solá por Canal 9.
En 2002 fue la conductora de Aventura National Geographic emitido por  Canal 13.
En 2014 volvió a Radio Mitre con una sección diaria en el programa de Jorge Lanata, Lanata sin filtro en una sección especial denominada Dos periodistas: Ella y Él.
Tuvo apariciones en el cine en los documentales Nosotras que todavía estamos vivas y Ernesto Sabato, mi padre, y en la película Esperando al Mesías. Además en 2001 apareció en la película «Antigua vida mía». Y en 2002 trabajó en la película documental «Aventura National Geographic». Y en 2007 trabajó en la película «El Arca» prestando su voz para el papel de la reina leona Oriana.

### Derechos humanos
Siempre se opuso a la pena de muerte. Entrados los años 80 tomó una actitud de defensa de los derechos humanos desde distintos organismos. Desde su programa de radio fue la primera en darle voz a las Madres de Plaza de Mayo en pleno proceso militar.

Siempre recordamos con mucho afecto que usted como mujer fue la primera que habló de las Madres por la radio. Eso no lo olvidamos nunca.
Hebe de Bonafini, 3 de febrero de 1984.

Durante toda su carrera se mostró contraria a la violencia de cualquier signo, con una concepción del periodismo pluralista en la que caben todas las voces y todas las posiciones. Al finalizar la dictadura y a partir del gobierno de Raúl Alfonsín se convirtió en miembro activo de la Comisión Nacional sobre la Desaparición de Personas o CONADEP.
Su labor en la Comisión se destacó por la investigación del CCD (Centro Clandestino de Detención) de la Escuela de Mecánica de la Armada (ESMA) y sus aportes en la realización del documental televisivo Nunca Más y el posterior homónimo libro que reunió todas las pruebas acumuladas por la CONADEP.

### Cuestionamientos
En 2010, Hebe de Bonafini cuestionó el rol de algunos periodistas durante la dictadura y la incluyó a Magdalena en un acto llamado «juicio ético y político a los medios durante la dictadura», por reportajes como los que Magdalena Ruiz Guiñazú hizo a Videla, en 1977, cuando cubrió un viaje que el dictador hizo a Estados Unidos. Allí, le dice “justamente usted mencionaba hace un ratito, la forma distorsionada en que en el exterior se presenta nuestra realidad” y le pregunta si tiene planeado viajar en persona "a donde el mundo necesite que la Argentina esté presente", criticando la supuesta campaña antiargentina.[cita requerida] Tras el cuestionamiento de Bonafini, Ruiz Guiñazú le inició un proceso judicial en su contra, pidiendo una retractación por haber dicho que ella había apoyado a Videla ya que consideraba que la agraviaban en "su buen nombre y honor". Bonafini fue sobreseída y Magdalena apeló el fallo. La periodista reprodujo en su programa, una entrevista que le realizara el 3 de febrero de 1984 a Hebe de Bonafini en la cual la titular de Madres de Plaza de Mayo expresaba que Guiñazú había sido la primera periodista en recibirla y darle un espacio radial cuando todos los demás las rechazaban y reconocía el trabajo de Magdalena durante la dictadura y el afecto que le tenía. Posteriormente la asociación Madres de Plaza de Mayo recordó la lista de los medios y periodistas que a su parecer colaboraron con el Proceso, incluyendo a los diarios Clarín, La Nación y La Nueva Provincia, las editoriales Perfil y Atlántida, y los periodistas Mariano Grondona, Claudio Escribano, Joaquín Morales Solá, Magdalena Ruiz Guiñazú, Vicente Massot, Samuel “Chiche” Gelblung y Máximo Gainza Castro.
Guiñazú criticó la decisión de la Secretaría de Derechos Humanos de la Nación del gobierno kirchnerista, que dirigía Eduardo Luis Duhalde, por decir que el informe de la CONADEP sostenía la teoría de los dos demonios, afirmando: «No sólo es una insolencia hacia Sabato, sino que también es una grave falta histórica creer que el Nunca más constituye una apología de la teoría de los dos demonios», dijo Magdalena. Duhalde retrucó que «Es la política que ha fijado el Presidente y no es susceptible de discusión con otros organismos».
El lunes 29 de octubre de 2012 se vio envuelta en una controversia sobre la edición del Nunca Más, cuando la periodista acusó, en una editorial del diario La Nación que el gobierno de Cristina Fernández de Kirchner había quitado la firma de Sabato del prólogo original. Luego, la propia editorial realizó la aclaración que el prólogo jamás llevó la firma de Ernesto Sabato ni de ningún otro de los miembros de la CONADEP; y ese mismo día se demostró que ninguna de las ocho ediciones del libro llevaba la firma de Sabato. Ruiz Guiñazú entonces aportó una URL inexistente donde, según ella, podía comprobarse la presencia de la firma y la foto de Sabato en el Nunca más, pero la misma no llevaba a ningún lado.
En 2011, durante una disertación en la Universidad de Palermo en el marco de un Foro de Periodismo Argentino, fue agredida con insultos y piedras por grupos kirchneristas en el momento en que hablaba su colega Jorge Lanata, mientras le gritaban "¡Aguante 6,7,8!". En 2012, Robert Cox, periodista británico que se desempeñó como editor del periódico Buenos Aires Herald y se destacó por denunciar los delitos de lesa humanidad que la dictadura cívico-militar cometió durante esa misma época, calificó de «un asco» las acusaciones que desde algunos sectores del kirchnerismo se lanzaron contra distintos periodistas, que incluían a Guiñazú, Héctor Magnetto y Jorge Fontevecchia, y dijo que quienes las realizaron estaban "llenos de maldad y malicia o totalmente desinformados de algunos periodistas en el tiempo [de la última dictadura militar]".

## Vida personal
Estuvo casada con César Doretti, con quien tuvo 5 hijos, separándose en 1967. Uno de sus hijos, Edmundo, murió a los veintiocho años de un infarto.
Más tarde formó pareja con el abogado y empresario Sergio Dellacha, con quien convivió durante 27 años, hasta la muerte de este en 2006.

## Reconocimientos
Magdalena, como se la conocía, se hizo acreedora de una gran cantidad de premios, distinciones y reconocimientos, incluyendo varios del Congreso de la Nación, el de la Universidad de Harvard, trece Martín Fierro más el Martín Fierro de Oro –además fue nominada en muchísimas ocasiones en las que no resultó ganadora–, la Legión de Honor francesa, la Orden de Mérito de Francia, de Italia y de Polonia y el Gran Premio a la Trayectoria de Vida de la International Women's Media Foundation por su larga trayectoria como reconocida periodista, por ser pionera y por sostener sus elevados principios en el periodismo.
Ganó tres Premios Konex a la comunicación y el periodismo y como conductora, incluyendo el Premio Konex de Brillante a la figura más representativa del periodismo argentina durante la década 1997-2006.
En 2022 fue homenajeada junto a otras catorce profesionales de los medios, por parte del colectivo Periodistas Argentinas, en tanto referente e inspiradora. Este reconocimiento le fue entregado el 8 de marzo en el marco del Día Internacional de la Mujer.

Magdalena es una mujer y ciudadana comprometida con los derechos humanos, con la verdad y la libertad, y una periodista infatigable... Si queremos vivir en una democracia comprometida con la verdad, la justicia, la libertad y la dignidad de las personas, necesitamos restituir el valor de una prensa y periodistas verdaderamente libres. Y ese camino sólo se construye con periodistas, personas, ciudadanas y ciudadanos, valiosas y valientes como Magdalena Ruiz Guiñazú.|Senadora Nacional María Eugenia Estenssoro (FAP).

Distinguir a Magdalena es honrar la verdad y el poder de la palabra. Senadora por el Peronismo Federal, Sonia Escudero.

Magdalena es el paradigma de lo que debe ser la prensa. Ricardo Gil Lavedra, UCR.

"Yo la nombré reina de los periodistas". Joaquín Morales Solá.

## Legado
Desde el 9 de septiembre de 2022, el estudio principal de Radio Mitre lleva su nombre. El acto contó con la presencia de sus familiares y las autoridades de la emisora, que descubrieron una placa en la entrada de ese estudio.

## Premios y nominaciones
| Premios Martín Fierro | Premios Martín Fierro                      | Premios Martín Fierro   | Premios Martín Fierro | Premios Martín Fierro |
| Año                   | Categoría                                  | Trabajo Nominado        | Resultado             | Ref.                  |
| --------------------- | ------------------------------------------ | ----------------------- | --------------------- | --------------------- |
| 1988                  | Mejor programa periodístico de radio       | Magdalena Tempranisimo  | Nominada              | [ 55 ]                |
| 1988                  | Mejor labor periodística en radio          | Magdalena Tempranisimo  | Ganadora              | [ 55 ]                |
| 1989                  | Mejor programa periodístico de radio       | Magdalena Tempranisimo  | Ganadora              | [ 56 ]                |
| 1989                  | Mejor labor periodística en radio          | Magdalena Tempranisimo  | Nominada              | [ 56 ]                |
| 1990                  | Mejor programa periodístico de radio       | Magdalena Tempranisimo  | Ganadora              | [ 57 ]                |
| 1990                  | Mejor labor periodística en radio          | Magdalena Tempranisimo  | Nominada              | [ 57 ]                |
| 1991                  | Mejor programa periodístico de radio       | Magdalena Tempranisimo  | Ganadora              | [ 58 ]                |
| 1992                  | Mejor programa periodístico de radio       | Magdalena Tempranisimo  | Ganadora              | [ 59 ]                |
| 1993                  | Mejor programa periodístico de radio       | Magdalena Tempranisimo  | Ganadora              | [ 60 ]                |
| 1993                  | Mejor labor periodística femenina en radio | Magdalena Tempranisimo  | Nominada              | [ 60 ]                |
| 1994                  | Mejor programa periodístico de radio       | Magdalena Tempranisimo  | Ganadora              | [ 61 ]                |
| 1994                  | Martín Fierro de Oro                       | Magdalena Tempranisimo  | Ganadora              | [ 61 ]                |
| 1995                  | Mejor programa periodístico de radio       | Magdalena Tempranisimo  | Nominada              | [ 62 ]                |
| 1996                  | Mejor programa periodístico de radio       | Magdalena Tempranisimo  | Nominada              | [ 63 ]                |
| 1998                  | Mejor programa periodístico de radio       | Magdalena-Protagonistas | Nominada              | [ 64 ]                |
| 1998                  | Mejor labor periodística en televisión     | Dos en la Noticia       | Nominada              | [ 64 ]                |
| 1999                  | Mejor programa periodístico de radio       | Magdalena Tempranisimo  | Nominada              | [ 65 ]                |
| 2001                  | Mejor programa periodístico de radio       | Magdalena Tempranisimo  | Nominada              | [ 66 ]                |
| 2003                  | Mejor labor periodística femenina en radio | Magdalena Tempranisimo  | Ganadora              | [ 67 ]                |
| 2004                  | Mejor programa periodístico de radio       | Magdalena Tempranisimo  | Nominada              | [ 68 ]                |
| 2004                  | Mejor labor periodística femenina en radio | Magdalena Tempranisimo  | Ganadora              | [ 68 ]                |
| 2005                  | Mejor programa periodístico de radio       | La vuelta con Magdalena | Nominada              | [ 69 ]                |
| 2005                  | Mejor labor periodística femenina en radio | La vuelta con Magdalena | Nominada              | [ 69 ]                |
| 2006                  | Mejor labor periodística femenina en radio | Magdalena Tempranisimo  | Nominada              | [ 70 ]                |
| 2007                  | Mejor labor periodística femenina en radio | Magdalena Tempranisimo  | Nominada              | [ 71 ]                |
| 2008                  | Mejor programa periodístico de radio       | Magdalena Siete Días    | Ganadora              | [ 72 ]                |
| 2008                  | Mejor labor periodística femenina en radio | Magdalena Tempranisimo  | Ganadora              | [ 72 ]                |
| 2009                  | Mejor programa periodístico semanal        | Magdalena Siete Días    | Nominada              | [ 73 ]                |
| 2009                  | Mejor programa periodístico diario         | Magdalena Tempranisimo  | Ganadora              | [ 73 ]                |
| 2009                  | Mejor conducción femenina en radio         | Magdalena Tempranisimo  | Nominada              | [ 73 ]                |
| 2010                  | Mejor programa periodístico diario         | Magdalena Tempranisimo  | Nominada              | [ 74 ]                |
| 2011                  | Mejor programa periodístico de radio       | Magdalena Tempranisimo  | Nominada              | [ 75 ]                |
| 2013                  | Mejor labor periodística femenina en radio | Magdalena Tempranisimo  | Ganadora              | [ 76 ]                |

### Otros premios
- 1974, Premio Santa Clara de Asís.
- 1977, Premio Santa Clara de Asís.
- 1977, Premio San Gabriel.
- 1980, Orden de Mérito de Polonia por su cobertura del primer viaje del papa Juan Pablo II a Polonia.
- 1983, «Mujer del Año» por votación popular.
- 1984, Orden de Mérito de Francia por su defensa de los derechos humanos.
- 1984, Orden de Mérito de Italia por su defensa de los derechos humanos y la libertad de prensa.
- 1987, Premio Konex: Diploma al Mérito (Radial).[77]
- 1991, Premio Konex de Platino a la mejor Conductora.
- 1992, Premio Broadcasting.
- 1992, Premio Prensario.
- 1993, Premio Prensario.
- 1994, Premio Broadcasting.
- 1994, Legión de Honor, Francia le otorga el grado de oficial por su defensa de los derechos humanos y de la libertad de prensa.
- 1996, Premio Broadcasting de Platino por labor periodística.
- 1997, Premio Broadcasting al mejor programa periodístico.
- 1997, Distinción de Honor de la Universidad de Harvard y el Centro David Rockefeller de Estudios Latinoamericanos.
- 1997, Premio Konex: Diploma al Mérito (Radial).[78]
- 2003, Gran Premio a la Trayectoria de Vida, «IWMF's Lifetime Achievement Award».[79]
- 2007, Premio Konex de Brillante (Radial).[80]
- 2007, Premio a la Actividad Radiofónica ETER por la Mejor Conducción femenina en AM (Radial).
- 2013,  «Gran Premio SIP a la Libertad de Prensa» por su «Excelencia periodística 2013».[81][82]
- 2013, Diploma Senador Domingo Faustino Sarmiento, entregado por el Senado de la Nación Argentina.[52]
- 2014, Diploma de Honor entregado por la Cámara de Diputados de la Nación Argentina.[83][84]
- 2018, Gran Premio de Honor entregado por Adepa.[85]
- 2018, Distinción como Ciudadana Ilustre de la Buenos Aires por parte de la Legislatura de la Ciudad Autónoma de Buenos Aires,[86] entregada por su contribución al periodismo y su compromiso con los derechos humanos.[87]
- 2019, Mención de Honor "Senador Raúl Ricardo Alfonsín" otorgada por la Biblioteca del Congreso de la Nación Argentina (BCN),[88] entidad que la reconoció por su destacada trayectoria en los medios de comunicación, y por su defensa de la memoria y los Derechos Humanos.[89]

## Trayectoria

### Radio
Radio Rivadavia
- Fontana Show

Radio Continental
- La gallina verde
- Dos en la noticia
- Magdalena y las noticias
- Magdalena tempranísimo
- Magdalena 7 días

Radio Mitre
- Magdalena tempranísimo
- Lanata sin filtro
- Esta semana
- Magdalena y la noticia desdeada

### Televisión
Canal 7
- La primera de la tarde
- La primera de la noche
- Realidad 7

Canal 9
- Debate Cafiero-Casella
- Dos en la noticia

Canal 11
- Videoshow

Telefe
- El ojo de dios

Canal 13
- ESMA: El día del juicio
- Los archivos de la censura
- El día después
- Aventura National Geographic
- Telenoche

Todo Noticias
- Secretos de familia

Encuentro
- Estela

### Obras
- Huésped de verano (novela), Editorial Planeta, 1994. ISBN 978-950-742-591-2[90]
- Había una vez... la vida (relatos), Editorial Planeta, 1995. ISBN 978-950-742-682-7
- ¡Qué mundo nos ha tocado! conversaciones entre dos intérpretes de nuestro tiempo, con el padre Rafael Braun, editorial El Ateneo, 2001. ISBN 978-950-028-668-8
- Historias de hombres, mujeres y jazmines, Editorial Planeta, 2002. ISBN 978-950-491-002-2
- Cuentos en serio, con Daniel Rabinovich y Joan Manuel Serrat, ediciones de La Flor, 2003. ISBN 978-950-515-191-2
- Secretos de Familia, Editorial Sudamericana, 2010. ISBN 978-950-073-183-6
- Héroes de un país del sur, argentinas y argentinos que hicieron el siglo XX, editorial Sudamericana, 2011. ISBN 978-950-073-510-0
- La casa de los secretos, editorial Sudamericana, 2011. ISBN 978-950-073-712-8
- Desconciertos, Penguin Random House, 2017.
- La perla y otros cuentos, de Yukio Mishima, como traductora, editorial Siruela, 1988. ISBN 978-849-841-201-7
- Escritoras argentinas en la voz de Magdalena, libro de audio, Ediciones Sonoras, 2002. ISBN 978-987-202-210-5